# Костадин Стойчов
Костадин Стойчов Георгиев е български революционер, деец на Вътрешната македоно-одринска революционна организация.

## Биография
Роден е в 1871 година в битолското село Облаково, тогава в Османската империя. Включва се дейно в националноосвободителни борби на българите в Македония и влиза във ВМОРО. Още в 1900 година става четник на войводата Георги Сугарев. По-късно се прехвърля при войводата Йован Рогле. Участва в Илинденско-Преображенското въстание през лятото на 1903 година и се сражава при Змирнево, Облаково, Гявато, Смилево и Слепче.
На 18 май 1943 година, като жител на Облаково, подава молба за народна пенсия. В молбата пише: „Във всички сражения съм вземал участие за ослободуванието на българщината в Македония от турското робство“. Молбата е одобрена и отпусната от Министерския съвет на Царство България.